# Eixe
 (août 2017).
Eixe est un village et un quartier de la commune allemande de Peine, dans l'arrondissement du même nom, Land de Basse-Saxe.

## Géographie
Eixe se trouve sur la Bundesautobahn 2.

## Histoire

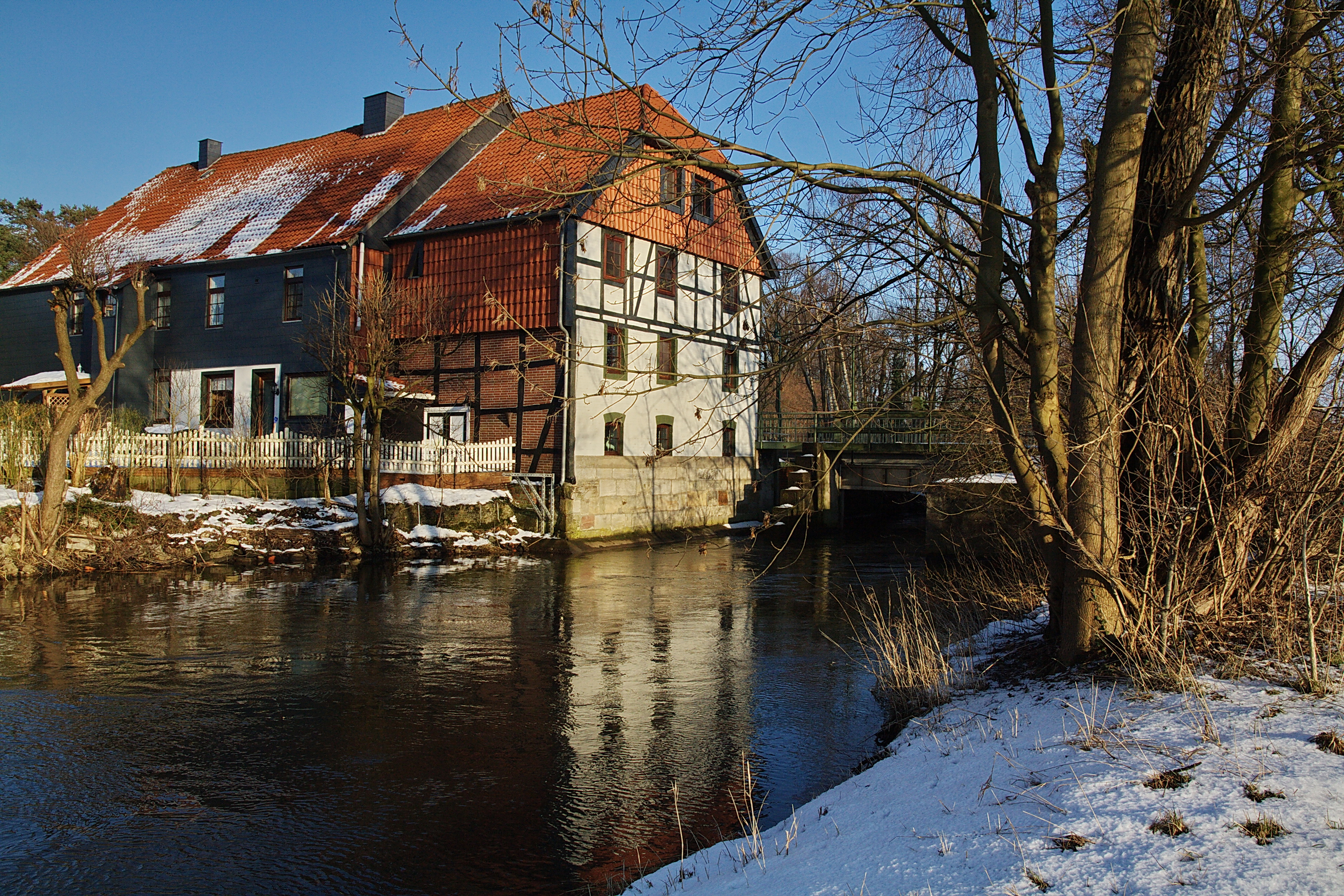
Ancien moulin

Eixe est mentionné pour la première fois en 1181 sous le nom d'Ekessem.
En mars 1974, la commune d'Eixe devient un quartier de Peine.

## Personnalités liées au village
- Richard Langeheine (1900–1995), homme politique

## Source, notes et références
- (de) Cet article est partiellement ou en totalité issu de l’article de Wikipédia en allemand intitulé « Eixe » (voir la liste des auteurs).